# Вандер, Роберто
Франс Роберт Ян ван дер Хоек (нидерл. Frans Robert Jan van der Hoek; более известный под псевдонимом Роберто Вандер (исп. Roberto Vander); род. 20 сентября 1950, Ларен, Нидерланды) — известный латиноамериканский актёр и певец голландского происхождения.

## Биография
Родился 20 сентября 1950 года в нидерландской общине Ларен (провинция Северная Голландия), вырос в Уругвае. Затем проживал в нескольких странах Латинской Америки: Аргентине, Бразилии, Перу и Чили. В 1980 году поселился в Мексике после того, как его пригласили на популярное музыкальное шоу Siempre en domingo.
С 1986 года снимался в теленовеллах, сериалах и фильмах, на его счету более 40 актёрских работ.

## Дискография
- 1980 — En la esquina del café
- 1988 — Roberto Vander
- 1990 — María Sola

## Фильмография

### Сериалы телекомпанииTelevisa(Мексика)
- 1987 — Виктория — Рай.
- 1989 — Просто Мария — Адвокат Рафаэль Идальго (дубляж — Юрий Меншагин).
- 1994 — Перекрёстки — Амброзио.
- 2001 — Страсти по Саломее — Маурисио Вальдивия (душевнобольной злодей).
- 2003 — Мариана не придёт — Анхель.
- 2003 — Фата Невесты — Герман Дэль Алямо
- 2004 — Руби — Артуро де ла Фуэнте.

### Сериалы студииAmerica Prodicciones(Перу)
- 1999 — Милагрос — Бенджамин Муньос, граф Сантана дель Сол.

### Сериалы студииVenevision international(Венесуэла)
- 2009 — Пекадора — Каллетано.
- 2012 — Талисман — сериал в производстве.

### Сериалы студииTelemundo(США)
- 2011 — Наследники дель Монте — Эмилио дель Монте (Пабло Гонсалес).
- 2013 — Запретная Страсть — Ариэль Пиамонте.